# ザ・グレイトバトルPOCKET
『ザ・グレイトバトルPOCKET』（ザ・グレイトバトルポケット）は、1999年12月3日にバンプレストから発売されたゲームボーイ&カラー対応カードゲーム型RPG。

## 概要
SDにディフォルメされたロボットアニメや特撮作品のキャラクターが戦うクロスオーバー作品「コンパチヒーローシリーズ」の1つ。他のシリーズ作品とは関連性がなく、ロアやエミィといったシリーズのオリジナルキャラクターも登場しない。
本作の目的はキャラクターのデータが入ったカード同士を対戦させ、育成や新たなカードの入手を進めて公式ランキングの1位を目指す。育成できるキャラクターは全150体おり、いわゆる敵側の怪獣・怪人・モビルスーツが過半数を占めることが特徴的。
キャラクターの系統によって得手不得手の相性があり、キャラクター自体が変化するクラスチェンジなど育成ゲームを意識したシステムを有する。また、時計機能を有しており時間帯に応じたイベントやメッセージもある。
プレーヤーは、ゲーム開始時に主人公の性別・名前・通り名を決めてユニットカード三枚と資金500BPを受け取る。

## あらすじ
20XX年。ある日主人公の元に、ハンド・モバイル・コンピューター「CAOS」が届く。CAOSはユニットカードになったヒーローの大会を運営するBUCS（BATTLE UNIT CARD SOCIETY）の開発した最先端マシンであり、主人公はその大会に招かれたのであった。

## システム

### 対戦形式
ランキングせん
VSフィールドで実施されており、一番下のランキング50位から1位を目指す。まず現在の順位を保守してから、一度に最大5つまで順位を上げることができる。勝つと一戦ごとに相手の順位に見合ったBPが貰える。時計機能搭載のため、電源を切ると最後のセーブから24時間ごとに１ずつ順位が下がっていく。ランキングで1位に上りつめると、一応のクリアとなりプレーヤーの順位が50位に戻される。対戦相手の繰り出すユニットのレベルが引き上げられ、ランキングせんに各シティーのショップ店員も参戦する。
しあい
各シティーで単独に対戦する。その場にいて戦う気のある相手なら、ランキング順位に関係なく戦える。勝つとユニットかEXチップがランダムに貰える。
まちたいかい
通常の大会。参加者のレベル（順位）が低い順に『ビギナー』『ノーマル』『スーパー』から難易度を選び、三戦勝ち抜いて優勝するか負けるまで行う。優勝するとBPかEXチップのどちらかがランダムに貰える。
ようびたいかい
シティーごとに決まった曜日で実施される。参加できるユニットの系統が決まっており、最後はそのシティーのショップ店員と対戦する。優勝すると特定のユニットかEXチップ、2000BPの中から好きなものを貰える。
じかんたいかい
シティーごとに決まった曜日の午後4時から6時まで実施される。全て勝ち抜いて優勝すると、レアカードのパスワードが得られる。
つうしんたいせん
通信ケーブルを使い、他のプレーヤーと戦う。互いに手持ちのカード一枚を賭けることも可能。

### 戦闘
最大6体まで所持できるユニットの中から、3体を選んで対戦させる。STARTボタンを押すと相手の所持ユニットがわかるので、系統的に有利なメンバーを選ぶことができる。EXチップの装備は、このユニット選択中にしか行えない。
選んだユニットそれぞれについて、前後三マス×左右三マスの9マスの中から配置場所を決定する。この配置は相手の攻撃範囲に関わってくるため、メンバーの系統と共に勝敗を大きく左右する。
戦闘は1ターンごとに各ユニットのコマンドを以下から選択し、すばやさの順にユニット全てが行動を終えると次のターンへと移る。
こうげき
技と攻撃範囲を選んで相手のユニットを攻撃する。現在値以上に高いAPの技は使用できない。また、すばやさの高い味方が先に攻撃範囲内のユニットを全て倒していたり、誰もいない場所を攻撃範囲に選んだ場合も技が発動してAPを無駄に消費してしまう。
ぼうぎょ
受けるダメージを半分にするほか、通常1ターンで2ずつ上がるAPが3上がる。EXチップを用いない限り、APは消費値3以上の技を使い続けると底をついてしまうので、ぼうぎょさせるタイミングが重要となる。
アイテム
消費アイテムを消費してその効果を得る。効果が復活のリザレクションのみ、HPが0になった時点で消費される。
先に相手のユニットを三体とも倒した方の勝ちだが、20ターンを経過した場合は戦闘可能なユニットが多い方の勝ちとなる。ユニット数が同じときは常にプレーヤーの負けとなる。

### 能力値
LV
最大99。経験値が500貯まるごとに1上がる。
HP（ヒットポイント）
最大9999。0になると戦闘不能。レベルアップにより上昇するが、上昇値はランダムなので同一キャラクターであっても差が出てくる。
AP（アタックポイント）
高いほど序盤から大技を出しやすくなる。レベル1ではどのユニットも6だが、時々レベルアップによってHP同様ランダムに上昇する。
わざ
レベル1では3つしかないが、レベルを上げていくと最大7つまで（6つまでのキャラクターもいる）新しいものを覚えていく。
以下の4つは、レベルが1上がるごとに5ポイントを自由に振り分けてそれぞれ最大255まで上昇させられる（近年のスーパーロボット大戦シリーズにみられる、ボーナスポイントもしくはパイロットポイントの制度に近い。）。ステータスを上げる強化パーツの装備中も、255を越える分は効果が重複しない。
また、これらの合計値からそのキャラクターのおおよその強さがわかる。
こうげき
高いほど与えるダメージが上昇する。
ぼうぎょ
高いほど受けるダメージが減少する。
すばやさ
高いほど先手を取って攻撃できるほか、攻撃の命中及び回避率が向上する。
ぎりょう
高いほどクリティカル（ダメージ二倍）の発生率が向上する。

### EXチップ
対戦させるキャラクターの選択中に、SELECTボタンを押して強化パーツと消費アイテムをひとつずつ装備できる。強化パーツは常に効果が発動するのに対し、消費アイテムは使い捨て。どちらも一度装備させたものははずすことができず、新しく装備させたものに上書きされる。また、強化パーツには特定の系統のユニットにしか装備できないものもある。

### マップ
各シティーにはユニットやパーツの売買を行うショップと、大会の会場がある。また、その場にいるプレーヤーと個別に対戦したり、ユニットの交換が行える。
主人公のへや
手持ちのユニットの入れ替えや図鑑の閲覧、セーブやパスワードの入力を行う。時間帯によって届くメールの中には、レアカードのパスワードが載っていることもある。
ウルトラシティー
ショップとようびたいかいのユニットはウルトラ系。
モンスターシティー
ショップとようびたいかいのユニットは怪獣系。
ライダーシティー
ショップとようびたいかいのユニットはライダー系。
ビーストシティー
ショップとようびたいかいのユニットは怪人系。
ガンダムシティー
ショップとようびたいかいのユニットはガンダム系。
ネオシティー
ショップとようびたいかいのユニットはMS系。
グレイトシティー
ショップとようびたいかいは全ての系統が対象。
VSフィールド
ランキング戦を行う場所。

## 登場キャラクター
ゲーム内ではユニットと呼称されている。系統ごとに相性があり、特に強い相手には2倍、強い相手には1.6倍、弱い相手には0.5倍、特に弱い相手には0.4倍と与えるダメージが変化する。
ウルトラマン系
ウルトラマンからウルトラマンガイアまでの18体が登場。HPと初期こうげき・ぼうぎょが高く、すばやさとぎりょうは低め。怪獣系に特に強くガンダム系にも強いが、仮面ライダー系に弱くモビルスーツ系に特に弱い。AP1と2の共通技は一番強いほか、スペシウム光線など必要APは高いが強力な長距離攻撃を得意とする。
怪獣系
『ウルトラマン』から『ウルトラマンレオ』までの32体が登場。HPと初期こうげき・ぼうぎょが高く、すばやさとぎりょうは低い。仮面ライダー系に特に強くモビルスーツ系にも強いが、怪人系に弱くウルトラマン系に特に弱い。ウルトラマン系よりも四隅や中距離を射程とした技が多い。
仮面ライダー系
仮面ライダー1号から仮面ライダーJまでの20体が登場、HPは低く、初期ステータスの傾向はバラバラ。怪人系に特に強くウルトラマン系にも強いが、ガンダム系に弱く怪獣系に特に弱い。ライダーキックなど、近距離の一体限定ながら低いAPで強力な技を使用できる。旧一号と新一号、強化前と後のスカイライダーなど、同一人物のクラスチェンジによる差別化が多い。
怪人系
『仮面ライダー』から『仮面ライダーBLACK』までの30体が登場。HPは低く、初期ステータスの傾向はバラバラ。ガンダム系に特に強く怪獣系にも強いが、モビルスーツ系に弱く仮面ライダー系に特に弱い。共通技の威力はかなり低いが、仮面ライダー系よりも技の射程が豊富。
ガンダム系
ガンダムからガンダムダブルエックスまでの24体が登場。HPは中間で、初期すばやさとぎりょうが高く、ぼうぎょは低い。モビルスーツ系に特に強く仮面ライダー系にも強いが、ウルトラマン系に弱く怪人系に特に弱い。ビームライフルなど、単体よりも複数の相手を攻撃することに長けている。
モビルスーツ系
『機動戦士ガンダム』から『新機動戦記ガンダムW Endless Waltz』までの26体（敵陣営のガンダム含む）が登場。HPは中間で、初期すばやさとぎりょうが高く、ぼうぎょは低い。ウルトラマン系に特に強く怪人系にも強いが、怪獣系に弱くガンダム系に特に弱い。ガンダム系と比較して一体ごとの射程にばらつきはあるが、複数の相手を攻撃しやすいのは同じ。

### 入手法
ショップでの購入
クラスチェンジ前のキャラクターのみ扱い、同じショップでも曜日によって売っているものが違う。
しあいでの勝利
ある程度レベルが上がっているものや、クラスチェンジ後のものも手に入る。確率はかなり低いが、パスワード入力で手に入るキャラクターが出ることも。
ようびたいかいでの優勝
シティーごとに入手できるキャラクターは決まっている。
パスワード入力
通常ではまず手に入らないキャラクターが各一体ずつ入手できる。クラスチェンジするものもいるので、全てのキャラクターを所持するには交換で他のカートリッジから仕入れる必要がある。
交換
シティーでは特定のキャラクターのみ欲しがる相手が数人いる。また、通信ケーブルをつないで他のカートリッジと任意のキャラクターを交換できる。

### クラスチェンジ
キャラクターの中には、一定のレベルの間ほかのキャラクターへの変化を選択できるものがいる。クラスチェンジするとレベルが1に戻されるものの、大抵は初期ステータスや覚える技が向上する（例外的に大して変わらなかったり、むしろ弱体化する場合もある。）。また、キャラクターによっては別々のレベルで二種類のクラスチェンジが控えているものや、更にチェンジできるものもある。
例：ガンダム→GMかアレックス、GM→Ez-8かジェガン、アレックス→GP01FbかガンダムMk-II